# 州胡

2世紀頃の州胡周辺。

州胡（しゅうこ、주호、チュホ）は、現在の大韓民国の済州島の古名である。中国の三国時代に、州胡が馬韓の西の海上にある大きな島として記される。他に該当する島はないため、これが済州島と考えられる。

## 概要
『三国志』『後漢書』によれば、州胡の人は言語が韓と異なり、背が低く、鮮卑（匈奴あるいは烏桓も含む）のように髪を剃った弁髪の風習を持ち、上半身に革の衣を着たが下が覆われず裸に近い。牛と猪を飼い、船で往来して韓と交易した。これは当時の韓の風俗として記されるものと大きく異なっている。
州胡はこの後、朝鮮の三国時代に耽羅として現れた。